# Moeda comemorativa
Moeda comemorativa é uma moeda metálica com um design peculiar, emitida para comemorar um evento, efeméride ou evocar de personalidades relevantes. A maioria destas moedas foram emitidas a partir da década de 1960, mas existe numerosos exemplos de moedas comemorativas anteriores a esta data.
A grande maioria das moedas comemorativas é utilizada para fins de coleção, ainda que alguns países emitam moedas desta categoria para circulação legal quotidiana. Um vasto número de moedas temáticas é regularmente emitido, destacando monumentos, lugares ou personalidades históricas, espécies ameaçadas, etc.

## Tipos
Existem três tipos de moeda:
- Moeda corrente: destina-se à utilização diária, sendo emitida com a mesma conceção por vários anos. Por exemplo as moedas de euro ou as moedas de real.
- Moeda comemorativa: destina-se à utilização diária, sendo a sua conceção emitida apenas por um período limitado. O seu propósito é o de atrair uma certa atenção a uma data ou um evento específico ou, ainda, a uma pessoa. Por exemplo, a moeda comemorativa de 2 euros.
- Moeda de coleção: destina-se ao colecionismo. Todavia, estas moedas podem, em teoria, ser utilizadas para comprar bens e serviços. São, muitas vezes, produzidas em ouro ou prata e, às vezes, acabadas em proof (cujo valor real é superior ao valor facial).